# Theodor Nilsson
Johan Adolf Theodor Nilsson (i riksdagen kallad Nilsson i Mölndal), född 25 november 1872 i Domkyrkoförsamlingen i Göteborg, död 6 juli 1944 i Mölndal, var en svensk socialdemokratisk riksdagspolitiker.
Nilsson var ledamot av riksdagens första kammare 1934-1941, invald i Göteborgs och Bohus läns landstingsområdes valkrets. Han var även landstingsledamot 1910–1926 samt 1931–1937.